# Съмтър (окръг, Флорида)
Окръг Съмтър (на английски: Sumter County) е окръг в щата Флорида, Съединени американски щати. Площта му е 1502 km², а населението - 68 768 души. Административен център е град Бушнел.